# Toma Bašić
Toma Bašić, född 25 november 1996, är en kroatisk fotbollsspelare som spelar för Lazio.

## Klubbkarriär
I augusti 2018 värvades Bašić av Bordeaux, där han skrev på ett fyraårskontrakt. Bašić debuterade i Ligue 1 den 12 augusti 2018 i en 0–2-förlust mot Strasbourg, där han blev inbytt i den 72:a minuten mot Aurélien Tchouaméni.
Den 25 augusti 2021 värvades Bašić av Lazio, där han skrev på ett femårskontrakt.

## Landslagskarriär
Bašić debuterade för Kroatiens landslag den 11 november 2020 i en 3–3-match mot Turkiet, där han blev inbytt i den 60:e minuten mot Milan Badelj.